# 彼得·莱利

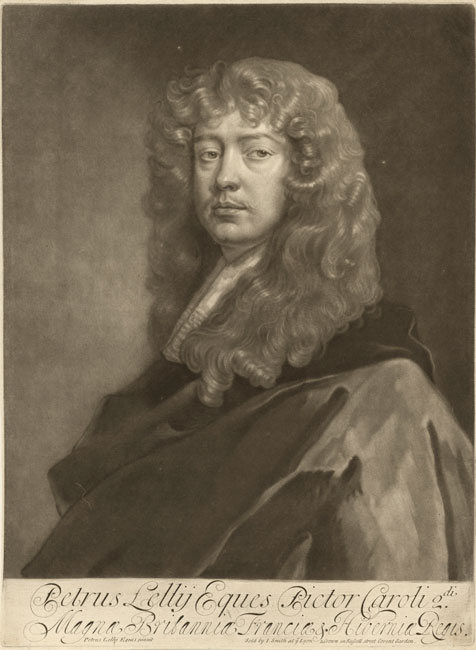
彼得·莱利，自画像

彼得·莱利爵士（Sir Peter Lely，1618年9月14日—1680年11月30日），荷兰裔英国画家。

## 生平
他于1641年到达伦敦，早期的绘画多是神话及宗教题材，受到安东尼·凡·戴克和荷兰黃金時代繪畫的影响。曾任查理一世时期的绘画助理，后又为克伦威尔父子服务。1660年查理二世复辟后，又再度成为御用画家。1662加入了英国籍。

## 画集

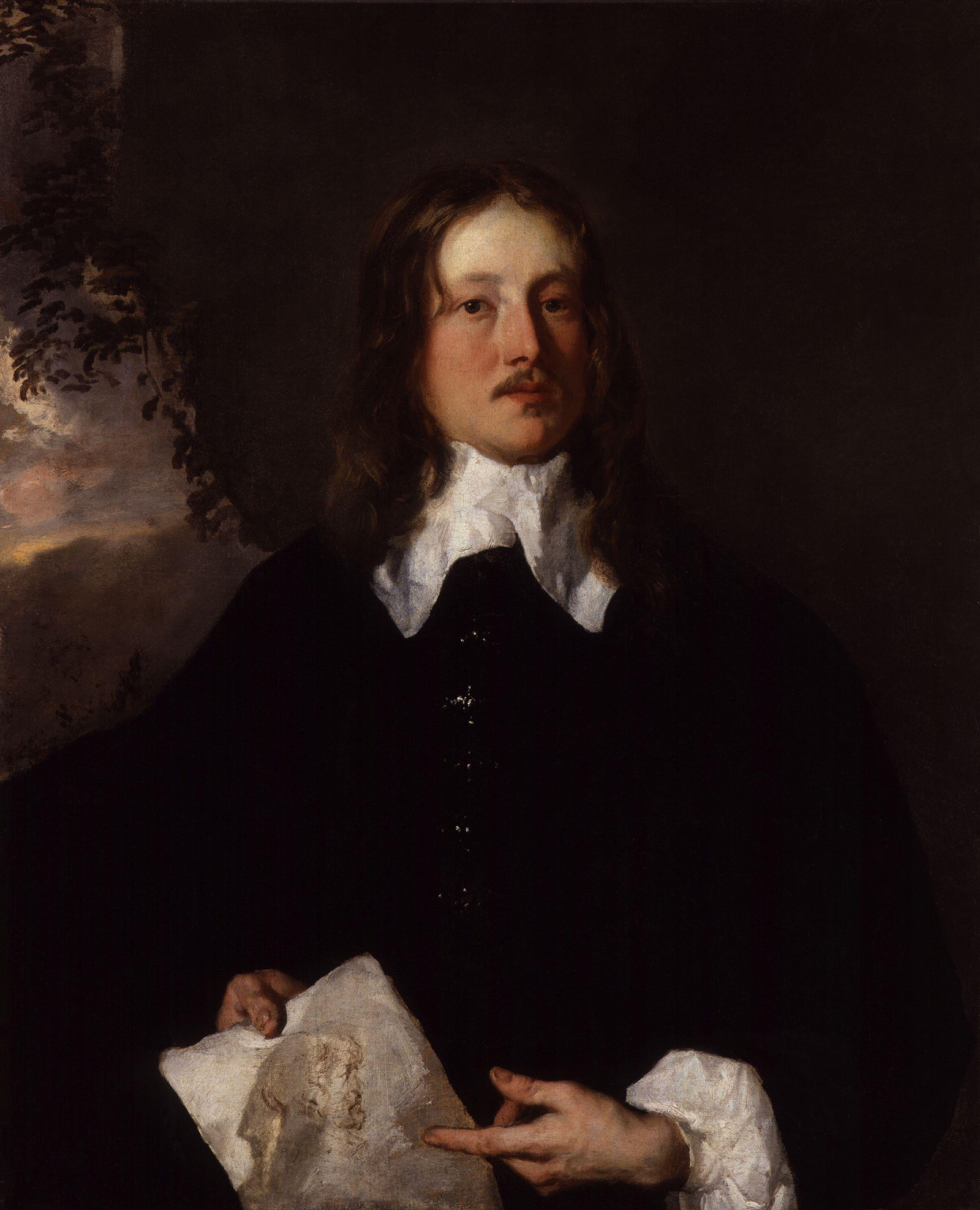
Sir Henry Stone肖像, c. 1648
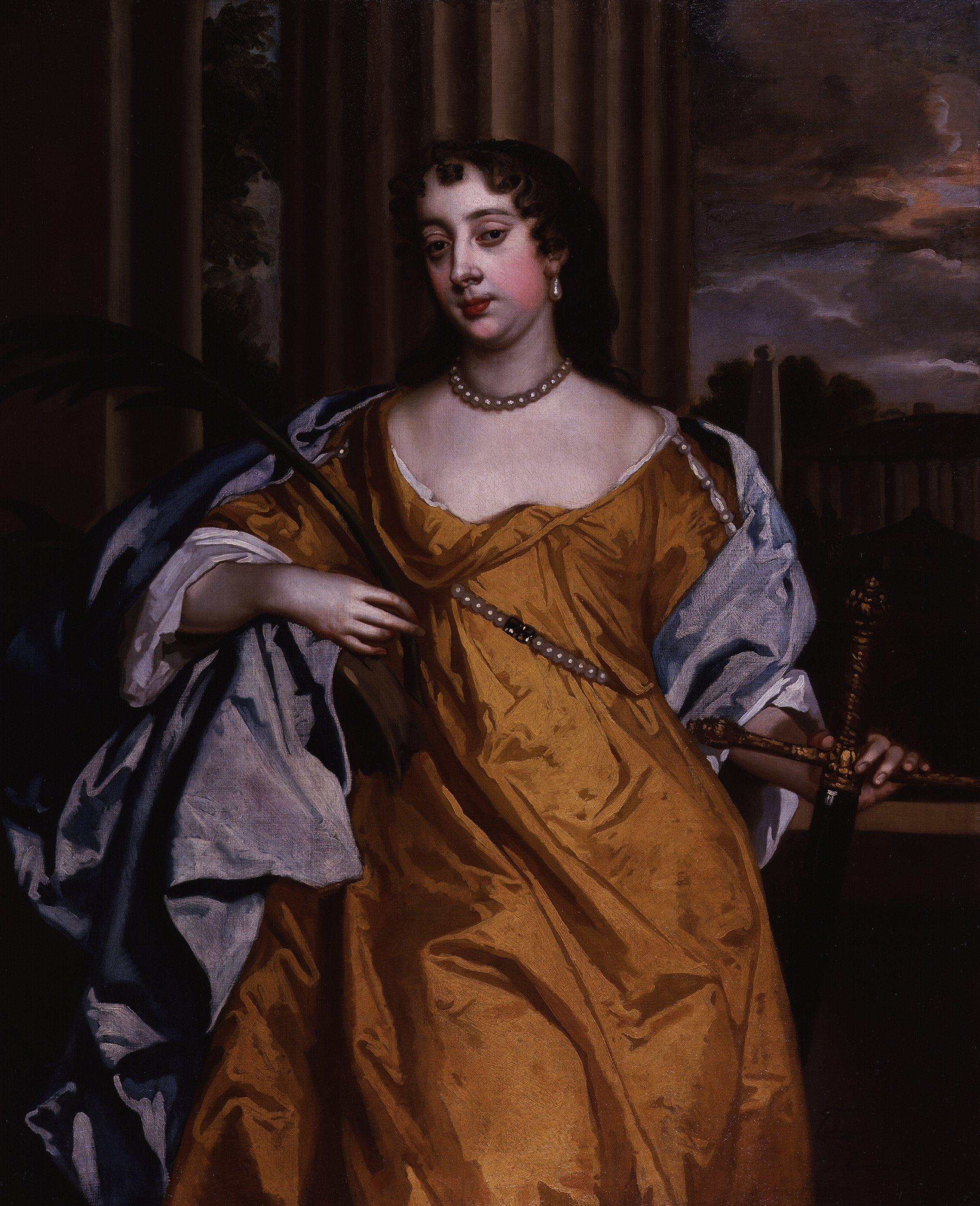
Barbara Palmer (née Villiers), Duchess of Cleveland, c. 1666
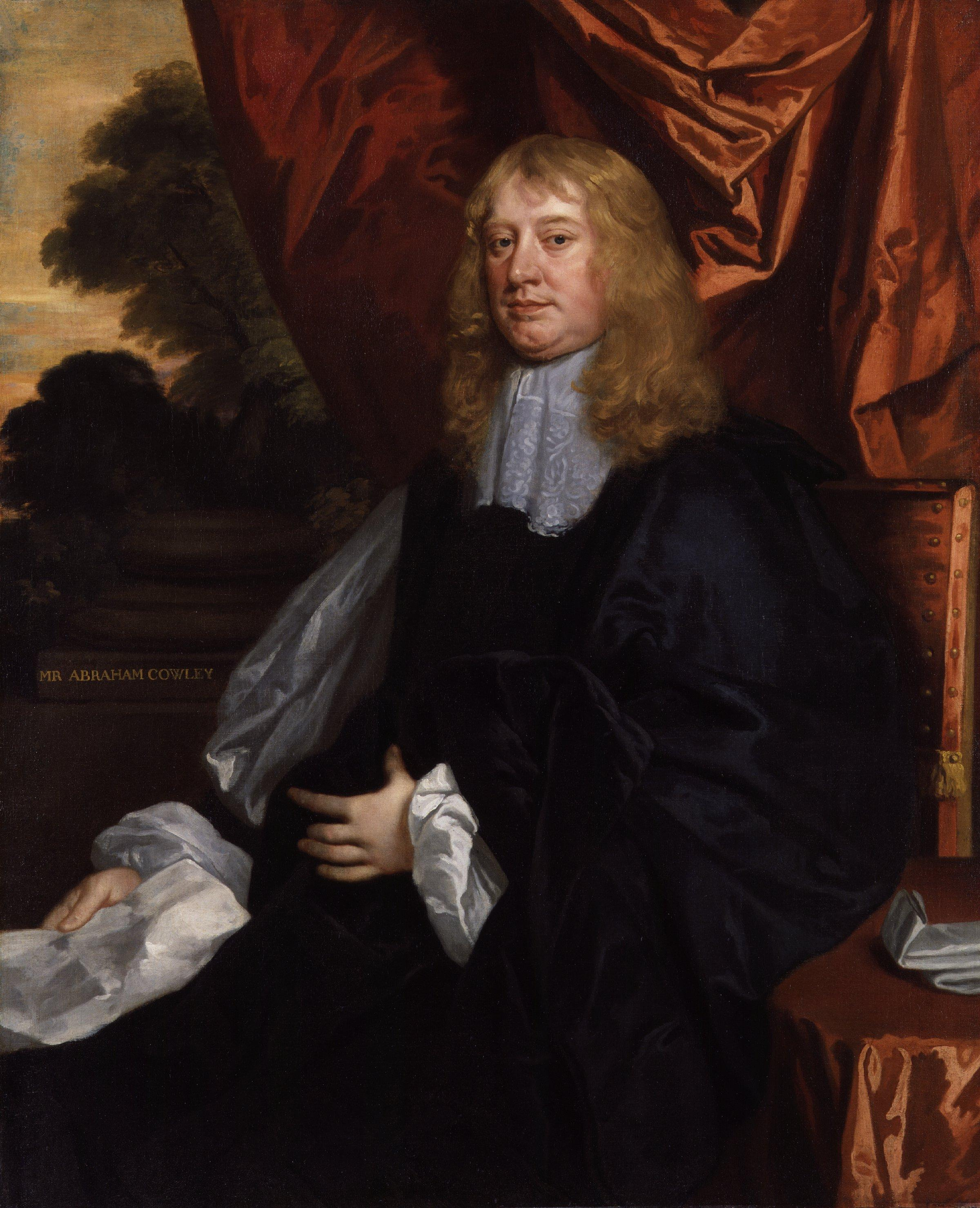
Abraham Cowley, c. 1665-66
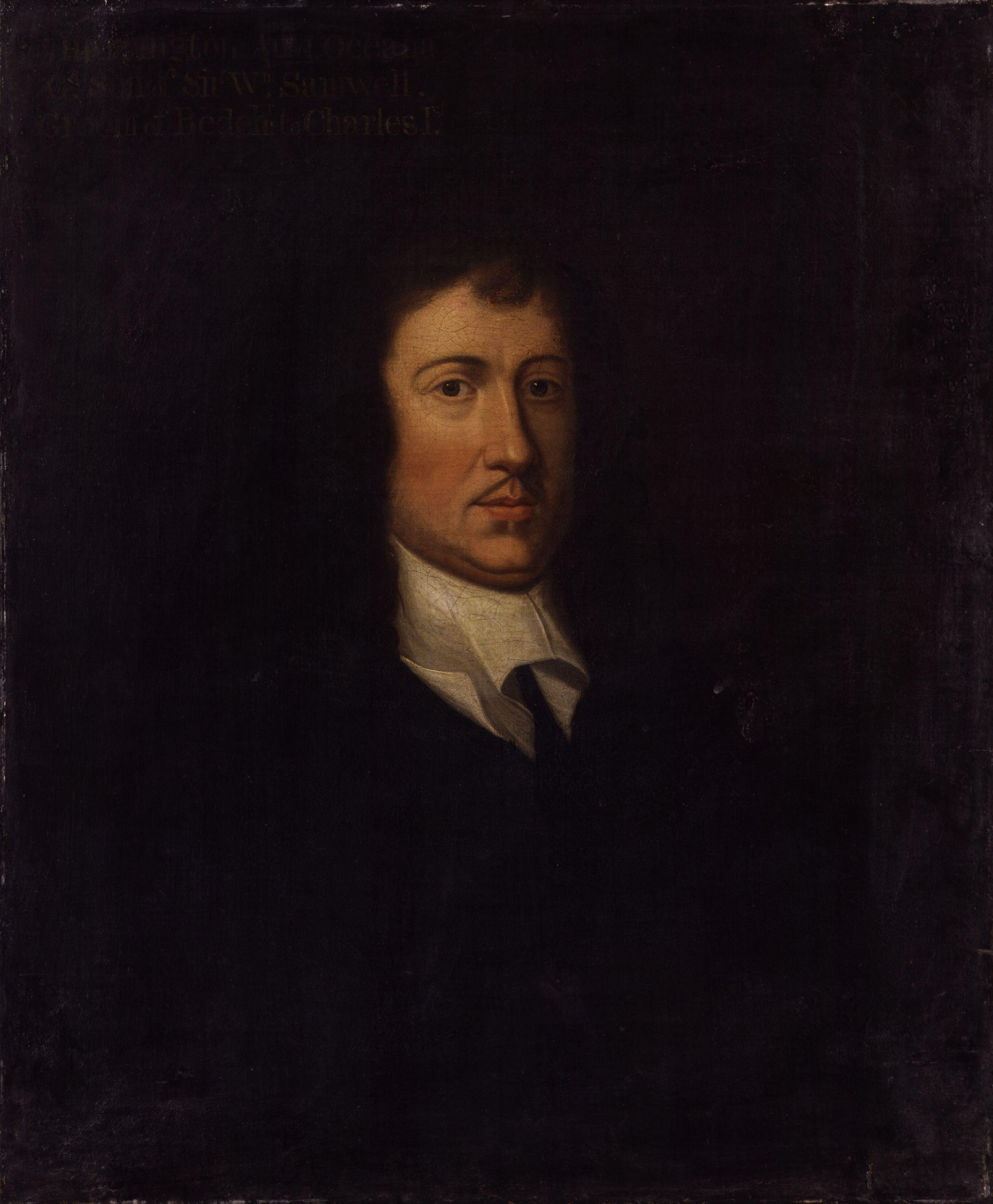
James Harrington c. 1658
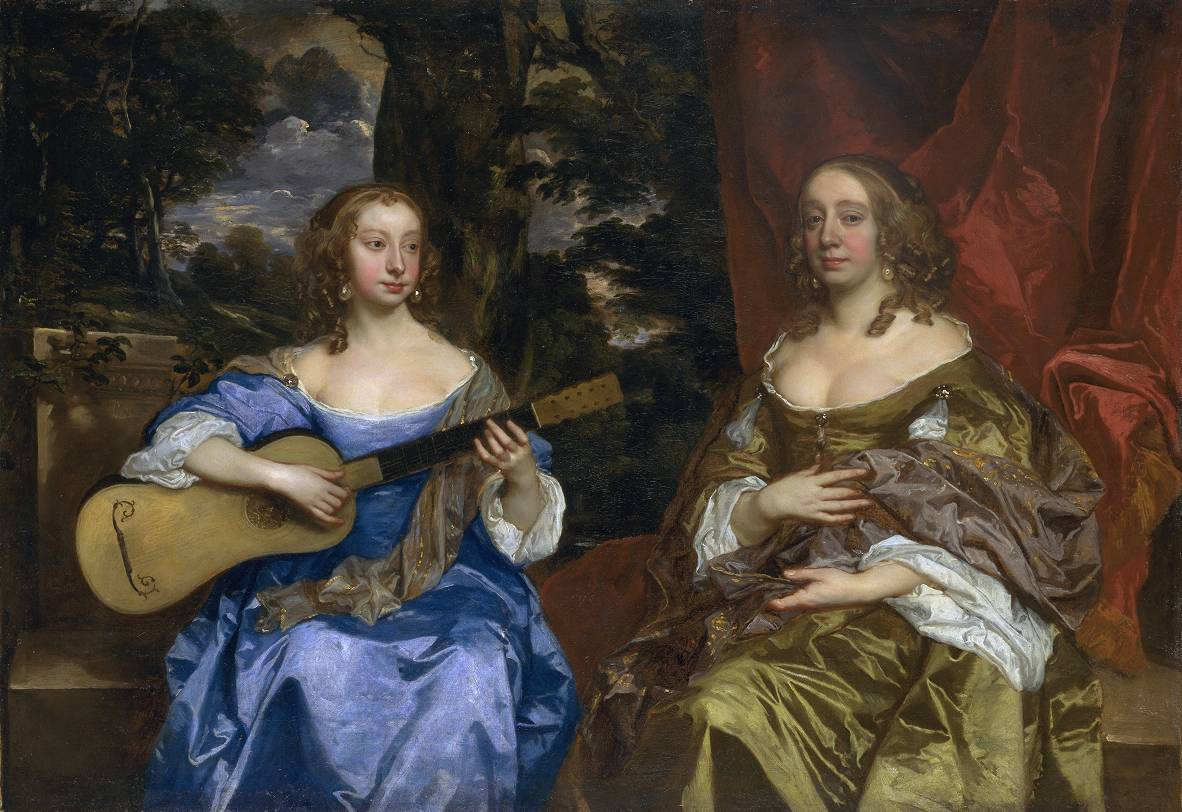
Lake家族的两名妇女, 1650.
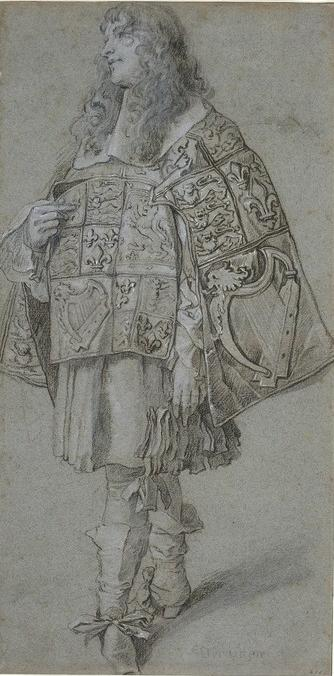
Garter Procession的随从, 1660-1670